# Liste des quartiers de San Diego

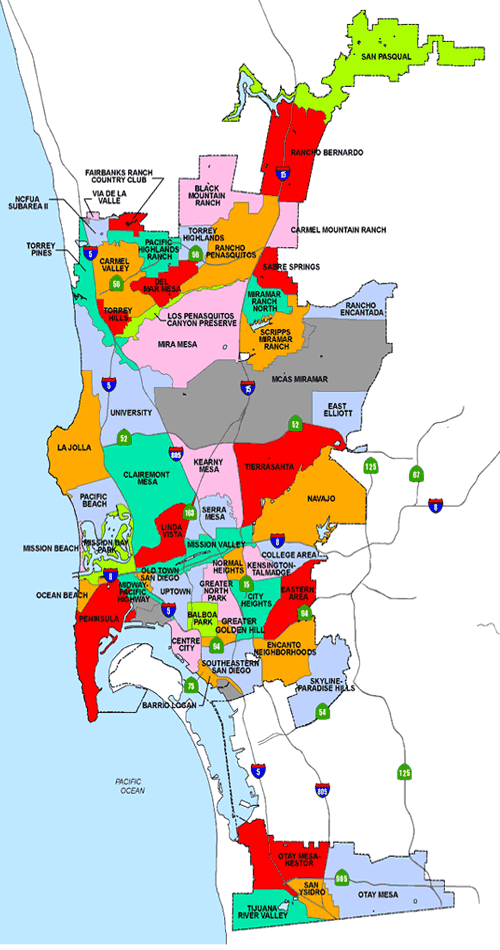
Carte de la ville de San Diego et de ses quartiers.

Cet article concerne une liste des quartiers de la ville de San Diego, dans l'État de Californie.
La municipalité reconnaît 52 zones comme des zones de planification communautaire. Dans une zone d'aménagement donnée, il peut y avoir plusieurs quartiers distincts. Au total, la ville contient plus de 100 quartiers identifiés.

## Nord
Bay Ho, Bay Park, Carmel Valley, Clairemont, Del Mar Heights, Del Mar Mesa, La Jolla, La Jolla Village, Mission Beach, North City, Pacific Beach, Pacific Highlands Ranch, Torrey Hills, Torrey Pines, University City, Village of La Jolla

## Nord-est
Black Mountain Ranch, Carmel Mountain Ranch, Mira Mesa, Miramar, Rancho Bernardo, Rancho Encantada, Rancho Peñasquitos, Sabre Springs, San Pasqual Valley, Scripps Ranch, Sorrento Valley, Sorrento Mesa, Torrey Highlands

## Est
Birdland, Kearny Mesa, Mission Valley East, Navajo (Allied Gardens, Del Cerro, Grantville, San Carlos), Serra Mesa, Tierrasanta

## Ouest

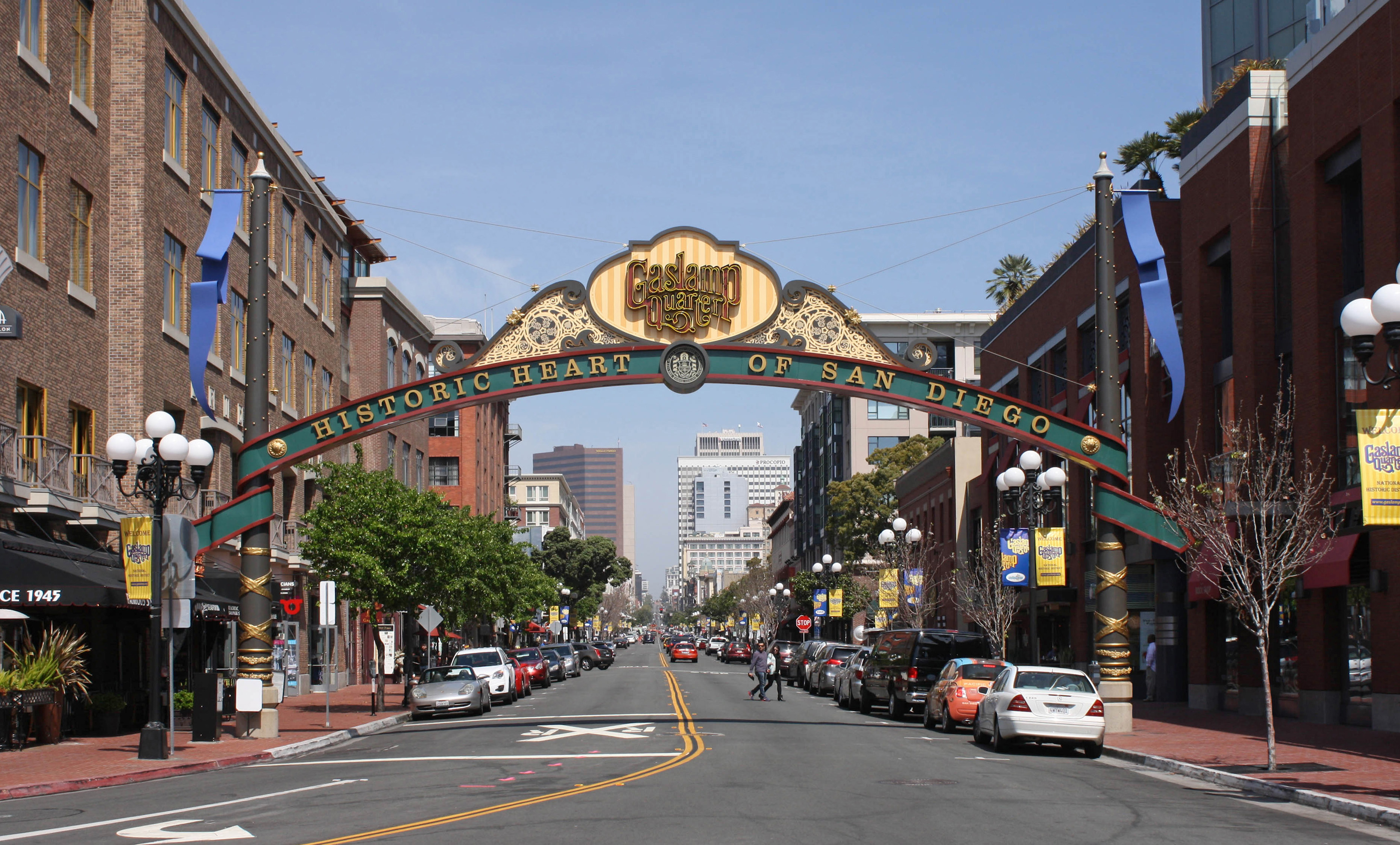
Gaslamp Quarter, un quartier touristique du centre-ville de San Diego.

Burlingame, Hillcrest, Linda Vista, Midtown, Mission Hills, Mission Valley West, Morena, North Park, Ocean Beach, Old Town, Point Loma (La Playa, Liberty Station, Loma Portal, Midway, Point Loma Heights, Roseville-Fleetridge, Sunset Cliffs, Wooded Area), University Heights

## Centre
Downtown (Columbia, Core, Cortez Hill, East Village, Gaslamp Quarter, Harborview, Little Italy, Marina), Parc Balboa, Bankers Hill, Barrio Logan, Golden Hill, Grant Hill, Logan Heights, Middletown, Sherman Heights, South Park, Stockton

## Mid-City
Adams North, Azalea/Hollywood Park, Castle, Cherokee Point, Chollas Creek, City Heights, Colina del Sol, College Area, Corridor, Darnall, El Cerrito, Fairmont Park, Fox Canyon, Gateway, Islenair, Kensington, Normal Heights, Oak Park, Ridgeview, Redwood Village, Rolando, Swan Canyon, Talmadge, Teralta, Webster

## Sud-est
Alta Vista, Bay Terraces, Broadway Heights, Chollas View, Emerald Hills, Encanto, Jamacha-Lomita, Lincoln Park, Mountain View, Mount Hope, Paradise Hills, Shelltown, Skyline, Southcrest, Valencia Park

## Sud-ouest
Border, Egger Highlands, Nestor, Ocean View Hills, Otay Mesa, Otay Mesa West, Palm City, San Ysidro, Tijuana River Valley